# Dermophis donaldtrumpi
Dermophis donaldtrumpi è un anfibio della famiglia Dermophiidae scoperto nella foresta pluviale panamense nel 2018.

## Etimologia
L'epiteto specifico donaldtrumpi è stato attribuito in riferimento al presidente statunitense Donald Trump.
Il diritto di nominare la nuova specie era stato messo all'asta dalla Rainforest trust per la somma di USD 25.000 e acquisito da una società britannica di materiali edili sostenibili chiamato EnviroBuild.
Il proprietario di EnviroBuild, Aidan Bell, è stato colui che ha dato il nome a questa specie con lo scopo di creare consapevolezza circa le politiche di Donald Trump intorno al cambiamento climatico e il potenziale rischio che questo comporta.
Il denaro raccolto dalla vendita dei diritti di questa e di altre 11 nuove specie è stato investito nella conservazione degli habitat. Tuttavia, il processo di denominazione di questa specie non si è ancora concluso: esso ha suscitato notevoli controversie tra ricercatori e ambientalisti; alcuni hanno sottolineato i benefici per la conservazione derivanti dalle donazioni per dare un nome alla specie, mentre altri hanno criticato l'idea di donare per dare un nome a una nuova specie, poiché molti dei donatori non avevano alcun coinvolgimento negli studi intrapresi per descriverla. In particolare, Christian Kammerer, ricercatore del North Carolina Museum of Natural Sciences, ritiene che il nome scherzoso dell'anfibio sia "solo un atto crudele nei confronti della creatura".